# Овандо
Овандо (лінґ. Owando) — місто в Республіці Конго, столиця області Кювет. Місто розташоване на лівому березі річки Куаю (лінґ. Kouyou River).

## Історія
Місто було засноване у 1903 році під ім'ям Русе, роком пізніше місту було присвоєно ім'я Форт-Русе. У 1977 році місту було надане африканське ім'я.

## Клімат
Місто знаходиться у зоні, котра характеризується мусонним кліматом. Найтепліший місяць — березень із середньою температурою 26.1 °C (79 °F). Найхолодніший місяць — липень, із середньою температурою 24.2 °С (75.6 °F).
| Клімат Овандо           | Клімат Овандо | Клімат Овандо | Клімат Овандо | Клімат Овандо | Клімат Овандо | Клімат Овандо | Клімат Овандо | Клімат Овандо | Клімат Овандо | Клімат Овандо | Клімат Овандо | Клімат Овандо | Клімат Овандо |
| Показник                | Січ.          | Лют.          | Бер.          | Квіт.         | Трав.         | Черв.         | Лип.          | Серп.         | Вер.          | Жовт.         | Лист.         | Груд.         | Рік           |
| Середня температура, °C | 25,3          | 25,8          | 26,1          | 26            | 25,8          | 24,8          | 24,2          | 24,5          | 24,6          | 24,7          | 24,6          | 24,8          | 25,1          |
| Норма опадів, мм        | 101.5         | 109.7         | 142.2         | 157.4         | 173.3         | 72.6          | 19.6          | 77.5          | 157           | 217.4         | 187           | 153           | 1568.2        |
| Днів з опадами          | 8,2           | 9,9           | 13,7          | 14,1          | 13,6          | 5,7           | 3,7           | 5,4           | 11,7          | 16,9          | 16,4          | 11            | 130,3         |
| Вологість повітря, %    | 81.3          | 80            | 79.2          | 79            | 80.7          | 81.8          | 80.6          | 79.5          | 81.3          | 81.8          | 82.5          | 82.5          | 80.9          |
| ----------------------- | ------------- | ------------- | ------------- | ------------- | ------------- | ------------- | ------------- | ------------- | ------------- | ------------- | ------------- | ------------- | ------------- |
| Джерело: Weatherbase    |               |               |               |               |               |               |               |               |               |               |               |               |               |